# Ordynka (Krasnodar)
Ordynka (del ruso: Ордынка) es un seló del distrito de Lázarevskoye de la unidad municipal de la ciudad de Sochi del krai de Krasnodar, en el sur de Rusia. Está situado en las colinas de la orilla izquierda del Vostochni Dagomýs, 11 km al noroeste de Sochi y 161 km al sureste de Krasnodar, la capital del krai. Tenía 405 habitantes en 2010.
Pertenece al ókrug rural Vólkovski.

## Historia
Perteneció entre el 26 de diciembre de 1962 y el 16 de enero de 1965 al raión de Tuapsé. 

## Transporte
4 kilómetros al suroeste de la localidad se halla la estación de ferrocarril de Dagomýs en la línea Tuapsé-Sujumi de la red del ferrocarril del Cáucaso Norte. Asimismo por la localidad anterior pasa la carretera federal M27 Dzhubga-frontera abjasa.

## Servicios sociales
Junto a la localidad se halla el Hospital de Enfermedades Infecciosas de Dagomýs.